# Tirrena-Adriàtica 1997
La Tirrena-Adriàtica 1997 va ser la 32a edició de la Tirrena-Adriàtica. La cursa es va disputar en un pròleg inicial i set etapes, entre el 12 i el 19 de març de 1997, amb un recorregut final de 1.163 km.
El vencedor de la cursa fou l'italià Roberto Petito (Saeco), que s'imposà al també italià Gianluca Pianegonda (Mapei) i al suís Beat Zberg (Mercatone Uno-Wega), segon i tercer respectivament.

## Etapes
| Etapa | Data       | Recorregut                     | Km    | Vencedor d'etapa        | Líder de la general       |
| ----- | ---------- | ------------------------------ | ----- | ----------------------- | ------------------------- |
| Pr.   | 12 de març | Sorrento - Sorrento (CRI)      | 4,0   | Rolf Soerensen (DEN)    | Rolf Soerensen (DEN)      |
| 1a    | 13 de març | Sorrento - Venafro             | 192,0 | Endrio Leoni (ITA)      | Rolf Soerensen (DEN)      |
| 2a    | 14 de març | Venafro - Pescasseroli         | 131,0 | Davide Casarotto (ITA)  | Roberto Petito (ITA)      |
| 3a    | 15 de març | Pescasseroli - Narni           | 213,0 | Michele Bartoli (ITA)   | Roberto Petito (ITA)      |
| 4a    | 16 de març | Terni - Circuito delle Marmore | 117,0 | Giovanni Lombardi (ITA) | Roberto Petito (ITA)      |
| 5a    | 17 de març | Ferentillo - Corinaldo         | 187,0 | Andrea Ferrigato (ITA)  | Gianluca Pianegonda (ITA) |
| 6a    | 18 de març | Monte Urano - Monte Granaro    | 160,0 | Dmitri Kónixev (RUS)    | Roberto Petito (ITA)      |
| 7a    | 19 de març | Grottammare - S.B del Tronto   | 159,0 | Mario Traversoni (ITA)  | Roberto Petito (ITA)      |

## Classificació general
|    | Ciclista                   | Equip              | Temps       |
| -- | -------------------------- | ------------------ | ----------- |
| 1  | Roberto Petito (ITA)       | Saeco              | 28h 20' 26" |
| 2  | Gianluca Pianegonda (ITA)  | Mapei              | + 9"        |
| 3  | Beat Zberg (SUI)           | Mercatone Uno-Wega | + 15"       |
| 4  | Massimiliano Gentili (ITA) | Cantina Tollo      | + 26"       |
| 5  | Davide Casarotto (ITA)     | Scrigno-Gaerne     | + 27"       |
| 6  | Vasili Davidenko (RUS)     | Kross-Selle Italia | + 51"       |
| 7  | Massimo Donati (ITA)       | Saeco              | + 1' 28"    |
| 8  | Michele Bartoli (ITA)      | Maglificio MG      | + 2' 47"    |
| 9  | Francesco Casagrande (ITA) | Saeco              | + 3' 03"    |
| 10 | Rodolfo Massi (ITA)        | Casino             | + 3' 06"    |